# A.J. Cochran
Alec John 'A.J.' Cochran (Saint Louis, 9 februari 1993) is een Amerikaans voetballer die bij voorkeur als verdediger speelt. In 2014 tekende hij een contract bij Houston Dynamo uit de Major League Soccer.

## Clubcarrière
Cochran werd als zestiende gekozen in de MLS SuperDraft 2014 door Houston Dynamo. Hij maakte zijn debuut op 5 april 2014 in een met 4-1 verloren wedstrijd tegen FC Dallas. 